# Porcellio truncatus
Porcellio truncatus är en kräftdjursart som beskrevs av Brandt 1833. Porcellio truncatus ingår i släktet Porcellio och familjen Porcellionidae. Inga underarter finns listade i Catalogue of Life.